# Радио Милева (1. сезона)
Прва сезона хумористичке телевизијске серије Радио Милева емитована је од 9. марта до 13. априла 2021. на РТС 1. Прва сезона се састоји од 25 епизода.

## Радња
У овој хумористичкој серији пратимо свакодневни живот Милеве, Наталије и Соње, три генерације породице Мајсторовић које живе под истим кровом.
Милева је глава куће, све зна, све уме и у све се разуме. Пензионерка која је радни век провела као секретарица председника Општине. Самоуверена, енергична, намазана, жена која има све информације, жена за све времена, сналажљива и оштроумна.
Ћерка Наталија је њен антипод. Професорка Српског језика и књижевности у Математичкој гимназији. Одмерена, уравнотежена, рационална, а по мишљењу њене мајке, пре свега, неуспешна жена, јер нема емотивног партнера и ради за мале паре у школи где нема ни пун фонд часова.
Наталију је одмах након рођења њене ћерке, Соње, још пре 15 година, оставио муж. Пошто је са Наталијом очигледно негде погрешила, Милева је одлучна да унуку Соњу "узме под своје" како би од ње направила своју доследну наследницу, чему се Наталија свим силама противи.
Соња је лош ђак, али опчињена друштвеним мрежама и савременом технологијом у којој види своју светлу будућност. Баба Милева је апсолутно у томе подржава и њих две чине фантастичан тим у вечитом сукобу са смерном Наталијом која искрено верује да пречица до успеха не постоји.
"Радио Милева" је жива, лака, једноставна и динамична комедија која се бави темама као што су несклад међу генерацијама, сукоб различитих нарави и преплитањем ситуационе и вербалне комике.

## Епизоде
| Бр. еп. (укупно) | Бр. еп. (у сезони) | Наслов | Редитељ     | Сценариста                                          | Премијера       |
| --- | ------------------ | ------ | ----------- | --------------------------------------------------- | --------------- |
| 1 | 1                  |        | Елмир Јукић | Зорица Цвијетић                                     | 9. март 2021.   |
| Милева, пензионисана секретарица која је радила у општини, живи са ћерком Наталијом, наставницом српског језика, и унуком Соњом. Милевина најбоља пријатељица је Цвета, која живи са четрдесетогодишњим сином Микицом. Цвета је посесивна мајка и никако не дозвољава Микици, да успостави трајнију везу са неком женом. Милева убеђује Цвету да је потребно да Микица коначно среди свој љубавни живот и оде од куће, али Цвета сматра да је свака жена опасност по њеног сина. С друге стране, Милевин проблем је то што њена ћерка, Наталија, никако не може да пронађе мушкарца за себе.                        |                    |        |             |                                                     |                 |
| 2 | 2                  |        | Елмир Јукић | Маријана Чулић Вићентић                             | 10. март 2021.  |
| Тинејџерка Соња, Милевина унука, има свој јутјуб канал, али је укућани стално ометају док прави видео прилоге. У згради у којој живи Милева станује и Раде. Он нема среће са девојкама које га брзо остављају. Милева хоће да помогне Радету да поради на свом самопоуздању. За ту сврху Милева ангажује комшију Леона, сликара, који је прави заводник. Раде је нежна душа и девојкама говори поезију. Милева и Леон га убеђују да жене воле праве мушкарце, оне који су самоуверени. Међутим, Раде је тежак случај кад је реч о промени понашања.                                                                 |                    |        |             |                                                     |                 |
| 3 | 3                  |        | Елмир Јукић | Жељко Хубач                                         | 11. март 2021.  |
| У Милевином стану је поплава. Вентил у купатилу покушава да јој поправи комшија, мајстор Моца. Али, управник зграде, бивши полицајац Лисичић који будно мотри на понашања и поступке станара, не дозвољава да се затвори вентил у згради. У гушању са Лисичићем око вентила и струјомера, њега и Милеву удари струја. За то време, Милевина комшиница Цвета, спремила је ручак за сина Микицу и његову нову изабраницу, Јану. Цвета се свом снагом труди да што пре раскине њихову везу. |                    |        |             |                                                     |                 |
| 4 | 4                  |        | Елмир Јукић | Маријана Чулић Вићентић                             | 12. март 2021.  |
| Соња прави видео прилоге за свој јутјуб канал, али њена бака, Милева, мисли да је она шизофренична, јер прича сама са собом док гледа у мобилни телефон. Соњина мајка, Наталија, одузме ћерки мобилни телефон, јер је добила јединицу из Физике. Соњу не занима школа, већ жели да направи каријеру на интернету. Милева сматра да је Наталија нервозна зато што нема мушкарца поред себе. Соња мисли да би могла да направи апликацију под називом - Упознавање. Тамо би поставила Наталијине фотографије у понуду за сусрете са мушкарцима који се пријаве. Али за ту акцију јој је потребан мобилни телефон.     |                    |        |             |                                                     |                 |
| 5 | 5                  |        | Елмир Јукић | Жељко Хубач                                         | 15. март 2021.  |
| Јеца остаје да ради у фризерском салону до касно увече. Сувише је уморна, а велики јој је проблем да тада пронађе такси који ће да је води до Калуђерице, где иначе станује. Милева јој предложи да нађе неку козметичарку. Јеци то не одговара, јер нема довољно новца да плати још једну радницу. Од великог напора Јеци позли. Лекар јој каже да је узрок њене слабости низак притисак настао због претераног напора којем се излаже. Да би јој повратила енергију, Милева је за Јецу спремила велики сендвич с чварцима. Милева предложи Јеци да дају оглас за козметичарку, а да нову радницу изаберу њих две. |                    |        |             |                                                     |                 |
| 6 | 6                  |        | Елмир Јукић | Маријана Чулић Вићентић                             | 16. март 2021.  |
| Тинејџерка Соња прави прилог за свој јутјуб канал у којем каже да је њена мајка смарачица. Соњина бака, Милева, надгледа кретање комшија. Она примети да Марта, супруга управника зграде, Стевана Лисичића, рано излази и касно се враћа кући. Милева је сигурна да Марта бежи од куће да би што мање времена проводила са Стеваном. Заједно са комшиницом Цветом, Милева је приметила и да је Петар вредан студент, али не допада јој се то што њена унука Соња показује посебну наклоност према Петру. |                    |        |             |                                                     |                 |
| 7 | 7                  |        | Елмир Јукић | Маријана Чулић Вићентић                             | 17. март 2021.  |
| Јеца има пуно муштерија у фризерском салону. Никако да изађе на крај с обимом свог посла. Сликар Леон је додатно оптерећује. Он зове Јецу да дође у његов атеље и да му позира. Јеца то оштро одбије. Наталија је љута на ћерку Соњу, јер има пуно неоправданих часова у школи. Милева брани унуку Соњу. Преузела је на себе да уради све ликовне радове за Соњу, а да би то заиста и остварила ангажује сликара Леона. Јеца не може да иде таксијем кући, у Калуђерицу и проведе ноћ спавајући у фотељи у фризерском салону.                                                                                       |                    |        |             |                                                     |                 |
| 8 | 8                  |        | Елмир Јукић | Маријана Чулић Вићентић                             | 18. март 2021.  |
| Милеви се не допада што њена ћерка Наталија неће да се обуче мало неформалније кад излази код куће. Наталија, сматра Милева, изгледа непривлачно, као да је изашла из манастира. Управник зграде, Стеван Лисичић, дође код Милеве и тражи да потпише петицију против буке и журки које праве неки од станара. Милеви се никако не свиђа тај предлог. Мисли да је Стеван залудан и неће да потпише петицију, иако се ни њој не допада та бука. Милева каже да никако не може да буде на страни управника зграде. |                    |        |             |                                                     |                 |
| 9 | 9                  |        | Елмир Јукић | Жељко Хубач                                         | 19. март 2021.  |
| Фризерка Јеца иде код Леона у атеље. Њих двоје нису у емотивној вези. Она остаје да спава код Леона да не би морала ноћу да иде кући у Калуђерицу. Милева је у новинама видела оглас за постављање нових антена на заједничком крову. Управник зграде Стеван Лисичић организује скупштину станара, с намером да се супротставе постављању тих антена. Чим је чуо за тај предлог, студент Петар се одушеви јер то види као прилику за бржу интернет везу. Лисичић се још више скандализује кад види да је фризерка Јеца провела ноћ код сликара Леона.                                                               |                    |        |             |                                                     |                 |
| 10 | 10                 |        | Елмир Јукић | Маријана Чулић Вићентић                             | 22. март 2021.  |
| Козметичарка Цока тајно иде да позира код сликара Леона. Она се скрива јер не жели да то сазна Јеца, њена послодавка у салону лепоте. Наталија је очајна што јој се деца у школи у којој предаје српски језик подсмевају постављајући њене фотографије на инстаграм. Ћерка Соња покушава да извуче Наталију из депресије тако што јој сугерише да она мора да има неки скривени таленат. Испостави се да је Наталија даровита за певање. Соња је убеђује да би могла да пева у Дачином кафићу приликом прославе његовог рођендана.                                                                                  |                    |        |             |                                                     |                 |
| 11 | 11                 |        | Елмир Јукић | Жељко Хубач                                         | 23. март 2021.  |
| Управник зграде, пензионисани полицајац, Стеван Лисичић, дође код сликара Леона и тражи од њега да пријави мајстора Моцу који је у заједничким просторијама направио радионицу. Лисичић ће да поступи по тој пријави и да позове комуналну полицију која ће да казни Моцу. Да би та акција могла да профункционише потребно је да надмудри Милеву. Међутим, она смисли план како ће да искомпромитује Лисичића: направиће фотографије на којима се види како он поставља плакате опозиционе партије. |                    |        |             |                                                     |                 |
| 12 | 12                 |        | Елмир Јукић | Жељко Хубач                                         | 25. март 2021.  |
| Милева је окупила ћерку Наталију и унуку Соњу. Саопштила им је да имају финансијских проблема. Ако она умре, Милева сматра да ће они да поцркају од глади. Милевина комшиница, Цвета, успешно је раскинула још једну везу њеног сина Микице. Цвета је сигурна да је Владислава, полицајка, хтела да се усели у њен стан и да је пошаље у старачки дом. Убеђује Микицу да је то добро за њега и да не уме са женама. Поготово што Владислава има децу из претходног брака. |                    |        |             |                                                     |                 |
| 13 | 13                 |        | Елмир Јукић | Маријана Чулић Вићентић                             | 26. март 2021.  |
| Милева замера својој унуци Соњи што не учи у школи. Соња мисли да школа уопште није важна и да у животу боље пролазе они који су сналажљиви и спремни на промене. Унука не жели да помогне Милеви у кућним пословима. Милева се нађе у новим проблемима када јој се поквари веш машина и направи поплаву у стану. Мајстор Моца је растрзан између плаћених послова и обавезе коју осећа према Милеви. Моца утврди да се покварио мотор на Милевиној веш машини и да је боље да набави нову. Милеви је тешко да се опрости од веш машине коју је купила пре четрдесет година.                                        |                    |        |             |                                                     |                 |
| 14 | 14                 |        | Елмир Јукић | Зорица Цвијетић                                     | 29. март 2021.  |
| Милеви смета бука коју прави управник зграде Лисичић, пензионисани полицајац, који уграђује решетке у згради. Лисичић је иначе поставио и камере. Посебно је обратио пажњу на студенте који живе у згради. Сумњив му је сваки њихов покрет и поступак. Испред Милевине зграде, међутим, појавио се мистериозни мушкарац који је испред њеног стана оставио торбу. Да би сазнала ко је то оставио, Милева оде код Лисичића и на снимку препозна тог мушкарца - то је Нинослав, бивши муж њене ћерке, Наталије. |                    |        |             |                                                     |                 |
| 15 | 15                 |        | Елмир Јукић | Зорица Цвијетић                                     | 30. март 2021.  |
| Бивши Наталијин муж, Нинослав, оставио је испред њеног стана торбу. Испостави се да је у тој торби 150.000 евра. Милева сматра да је боље да тај новац однесу код Нинослављевих родитеља у Панчево. Наталија се оштро противи тој идеји. Хоће да задржи и потроши тај новац онако како она жели. Милева не препознаје своју ћерку, Наталију. Мислила је да њу не занима новац. Наталија сматра да је она заслужила тај новац, за све патње које је преживела у протеклих петнаест година, јер јој Нинослав до сада није дао ниједан динар за алиментацију.                                                          |                    |        |             |                                                     |                 |
| 16 | 16                 |        | Елмир Јукић | Зорица Цвијетић                                     | 31. март 2021.  |
| Милева се од раног јутра спрема за прославу Првог маја, што наилази на негодовање њене унуке Соње која није расположена за обележавање тог празника. Ни Милевина ћерка, Наталија, не дели њена југоносталгичарска осећања. Једини ко прославља празник са Милевом је мајстор Моца. Наталија ужива у новцу који је оставио њен бивши супруг, Нинослав. После петнаест година појавио се и Нинослав, који жели да разговара са Наталијом и обнови њихову љубав. |                    |        |             |                                                     |                 |
| 17 | 17                 |        | Елмир Јукић | Маријана Чулић Вићентић                             | 1. април 2021.  |
| Бивши полицајац Стеван Лисичић, управник зграде, има велике проблеме са својом супругом, Мартом. Она не може да издржи живот са њим. Побунила се против његове ригидности и лошег односа према њој. Раде је очајан због тога што му је нестао скутер. Обрати се Лисичићу, који се одмах осоколи, јер схвати да је то прави случај за њега. Заједно са Радетом крене од стана до стана и строго испитује станаре покушавајући да сазна ко је могући преступник. |                    |        |             |                                                     |                 |
| 18 | 18                 |        | Елмир Јукић | Маријана Чулић Вићентић                             | 2. април 2021.  |
| Милева критикује ћерку Наталију да не пази на своју исхрану, запустила се и не пази на свој изглед. Милева о тајнама станара зграде сазнаје тако што прислушкује њихове посете код психијатра, доктора Марића. Посебно је заинтригирана кад чује да Марта жели да се разведе од пензионисаног полицајца, Стевана Лисичића, иначе управника зграде. Доктор Марић покушава да схвати који је узрок за кризу брака Лисичића. Марта каже да је већину живота несрећна и да је већину живота провела са Стеваном - зато и хоће да се разведе.                                                                            |                    |        |             |                                                     |                 |
| 19 | 19                 |        | Елмир Јукић | Мирјана Лазић                                       | 5. април 2021.  |
| У салону који води Јеца, Милева и њене комшинице Цвета и Жана, користе нову крему за негу лица. Сва усплахирена у салон уђе њихова комшиница, Марта. Марта им каже да је на улици видела егзибиционисту који ју је престравио. Комшинице су узбуђене због тог сазнања. Јеца предложи да то пријаве полицији. Милева није за ту идеју. Сматра да они сами морају да пронађу ко је тај болесник који се налази у њиховој непосредној близини. Параноја постаје толико велика да Милева у сваком мушкарцу види потенцијалног манијака.                                                                                 |                    |        |             |                                                     |                 |
| 20 | 20                 |        | Елмир Јукић | Маријана Чулић Вићентић                             | 6. април 2021.  |
| Милева се претвара да је болесна. Досадило јој да по читав дан ради за ћерку Наталију и унуку Соњу. Ћерка и унука су забринуте за Милевино здравље и труде се да јој што више угоде. Милевина комшиница Цвета схвати како је делотворна Милевина тактика, па се и она претвара да је болесна не би ли њен син Микица што више времена проводио са њом, а не са новом девојком којој се удвара. Међутим, испостави се да је нова Микицина девојка лекарка која је спремна да обави преглед Цвете. |                    |        |             |                                                     |                 |
| 21 | 21                 |        | Елмир Јукић | Зорица Цвијетић                                     | 7. април 2021.  |
| Соња се вратила кући из школе окрвављеног носа. Она је уплакана јер ју је претукла њена љубоморна другарица Барбара. Соњина бака, Милева, бесна је због тога. Хоће да се освети Барбари и њеним родитељима који су је лоше васпитали. Док Соња борави у ургентном центру, Милева смишља план како да се обрачуна са Барбарином породицом. Међутим, пред њеним вратима појаве се Барбарини родитељи који изгледају крајње проблематично и агресивно. Милева је стога приморана на другачију тактику којом ће им се супротставити.                                                                                    |                    |        |             |                                                     |                 |
| 22 | 22                 |        | Елмир Јукић | Маријана Чулић Вићентић Зорица Цвијетић Жељко Хубач | 8. април 2021.  |
| Студенткиња Бранкица заљубила се у доктора Марића од којег очекује мишљење о њеном дипломском раду. Доктор Марић се најпре понаша професорски надмено, али се потпуно преобрати када прочита њен рад. Његова занесеност не остане непримећена од његове љубоморне супруге. С друге стране, у Дачином кафићу заказано је вече посвећено мотивационом предавању. Милева с пуно ентузијазма дође на то предавање на којем очекује да чује савете у вези са тим како да води срећан живот. |                    |        |             |                                                     |                 |
| 23 | 23                 |        | Елмир Јукић | Маријана Чулић Вићентић Зорица Цвијетић Жељко Хубач | 9. април 2021.  |
| Соња учи историју, али јој то никако не иде. Њена бака, Милева, покушава да јој помогне. Соња избегава учење и тражи неко решење како би се што боље снашла у школи. Од свог пријатеља, студента режије, Косте, она тражи да јој достави преко мобилног телефона одговоре на питања док је она на часу. Коста, међутим, има свој експериментални филмски пројекат. Снима станаре зграде у којој живи, али њега не занимају комшије које радо стају пред камеру и опширно говоре, већ призори руинираних делова зграде, ходника и степеништа.                                                                        |                    |        |             |                                                     |                 |
| 24 | 24                 |        | Елмир Јукић | Маријана Чулић Вићентић Зорица Цвијетић Жељко Хубач | 12. април 2021. |
| Милевина унука, Соња, има свој јутјуб канал. Једна њена објава посвећена је одећи коју је носила Милева. Међутим, Милеви се не допада то претурање по њеним стварима. Док враћа своје хаљине у орман, Милева пронађе писма своје љубави из младости, Љубише. Њена комшиница Цвета јој каже да би могла да се поново види са Љубишом и обнови своју романтичну везу. Милева се противи тој идеји тврдећи да је она поштена жена и да је навикла на свој начин живота. На Цветино инсистирање, Милева ипак пристане да позове Љубишу.                                                                                 |                    |        |             |                                                     |                 |
| 25 | 25                 |        | Елмир Јукић | Маријана Чулић Вићентић Зорица Цвијетић Жељко Хубач | 13. април 2021. |
| Милева се пробудила и одмах узела књигу "Сановник" да растумачи значење свог сна. Срећна је кад у књизи прочита да ће доћи до неочекиваног богатства преко новог посла. Милева позове ћерку Наталију и унуку Соњу на породични састанак. Каже им да је сањала како је упала у свињске фекалије и да то заправо значи да њих три одмах морају да започну заједнички посао. По Милеви, то значи да би требало да се баве еко туризмом. Милева је убеђена да ће та идеја бити успешна као и све чиме се она до сада бавила. Наталија је скептична према тој идеји.                                                     |                    |        |             |                                                     |                 |